# Teatro Comunale (Ferrara)
El Teatro comunale de Ferrara es un teatro de ópera ubicado en la ciudad de Ferrara, construido entre 1786 y 1797, con un aforo de 990 personas.

## Historia
Los teatros privados con aforo limitado habían existido en la ciudad durante muchos años, pero la llegada del Cardenal Spinelli, el nuevo enviado papal, alentó la construcción de un teatro público nuevo, dirigido por los arquitectos Cosimo Morelli y Antonio Foschini. Sin embargo, sus desacuerdos les ocasionaron conflictos en el diseño de la forma elíptica del auditorio que se resolvió finalmente. El teatro quedó listo para su presentación inaugural de la obra de Portogallo Gli Orazi ei Curiazi el 2 de septiembre de 1798.
El teatro tuvo el honor del estreno de la primera ópera escrita por Gioacchino Rossini a la edad de veinte años, Ciro en Babilonia, en marzo de 1812.

## Reformas
Entre 1825 y 1826 se realizaron algunas obras de renovación, que junto con las de 1850 dejaron el teatro como se ve hoy. En 1928 se añadió una orquesta. Durante la Segunda Guerra Mundial el teatro sufrió el bombardeo de los aliados y, aunque se abrió ocasionalmente en los años inmediatos de la posguerra, se cerró en 1956, para no reabrir hasta que se terminó la restauración en los primeros años 1960. Se volvió a restaurar entre 1987 y 1989.
El auditorio del actual teatro tiene cinco pisos, y el techo muestra cuatro escenas de la vida de Julio César. Ahora tiene una capacidad de 890 personas.
Después de la Segunda Guerra Mundial, las actuaciones fueron bastante esporádicas, pero tras la creación de «Ferrara Musica» en 1988, se han planeado más actuaciones operísticas; algunas de óperas poco conocidas, y también obras más populares con otros teatros de la región de Emilia-Romaña. El director Claudio Abbado normalmente presenta una ópera cada cuatro meses.
En 2008 las cuatro óperas interpretadas fueron Motezuma, de Vivaldi; María de Buenos Aires, de Astor Piazzolla; Tosca, de Puccini y Lucia di Lammermoor, de Gaetano Donizetti.